# Transpozaza
Transpozaza – enzym (EC 2.7.7) przeprowadzający reakcję transpozycji, czyli przemieszczania się po genomie ruchomych elementów zwanych transpozonami.
Transpozaza wiąże się z DNA i przecina go, uwalniając transpozon, a następnie przecina docelową cząsteczkę DNA i przyłącza do niej transpozon.